# Baena
Baena è un comune spagnolo di 19 155 abitanti situato nella comunità autonoma dell'Andalusia nella fertile Campiña. Il nucleo urbano è attraversato dal fiume Marbella, affluente del Guadajoz, che attraversa il territorio comunale. La parte alta del capoluogo detta l'Almedina 
conserva quasi intatta la cinta muraria medioevale e la struttura urbanistica araba. Accanto alla città antica, nella pianura si trova la città moderna dotata di ampie vie e di aspetto cosmopolita. La sua economia si basa sull'agricoltura dedicata principalmente all'olivo, alla vite e in parte al grano. L'olio di oliva vergine prodotto localmente gode del marchio di origine controllata e così pure il vino della qualità Montilla-Moriles che si produce in parte anche qui oltre che a Montilla e Moriles. È presente anche un'attività commerciale, industriale e artigiana nel campo del tessile, delle confezioni, delle ceramiche e delle produzioni alimentari.
Il suo nome è derivato dal toponimo Bayyana datole dagli Arabi.

## Storia
L'abitato di Baena esistette già in epoca preistorica e in seguito furono gli Iberi a popolare la zona lasciando resti che documentano la loro presenza come la famosa scultura del leone iberico detto popolarmente la Leonessa di Baena che si trova ora nel Museo archeologico nazionale di Madrid e una sua copia in bronzo in Plaza Palacio a Baena. Durante il successivo dominio romano la città, che prese o conservò il nome iberico, di Iponuba o Iponobasi schierò contro Viriate nel 140 a.C. e successivamente fu con Cesare nella guerra contro Pompeo.
Dell'occupazione visigota successiva a quella romana si hanno poche notizie ma alcuni reperti archeologici come la celebre croce visigota di cui si conserva una copia nel museo storico locale essendo l'originale nel museo nazionale di archeologia. Agli Arabi è dovuta l'attuale collocazione di Baena perché, come era loro abitudine, costruivano preferibilmente le loro città in posti elevati più facilmente difendibili. Sulla cima del colle costruirono infatti il castello le fortificazioni e la moschea, sulla quale fu poi costruita la chiesa di Santa Maria la Mayor. Nel secolo X la città fu presa dal muladi ribelle Umar Ben Hatsun e nel secolo successivo appartenne alla cora di Cabra (cora è un termine arabo che significa distretto, provincia in termini moderni). Ferdinando III di Castiglia detto Il Santo la conquistò nel 1240 senza combattere per resa concordata dei Musulmani. Nel 1241 Ferdinando III l'assegnò a suo fratello Alfonso de Leon che la ripopolò di Cristiani. Più tardi passò a don Diego Gonzales de Cordoba che ricevette il titolo di Conte di Cabra nel 1455. Fino al secolo XIX quando furono abolite le signorie feudali la città rimase ai Gonzales.
Nei secoli successivi e in particolare nel secolo XVI la città crebbe demograficamente ed economicamente, ma nel sec XVII subì la stessa crisi delle altre città spagnole causata dalle epidemie di peste e dall'andamento climatico che presentò per alcuni anni estati aride e secche e inverni eccezionalmente piovosi con danni all'agricoltura. L'agricoltura si risollevò nel secolo XVIII rimasero però il latifondo e la scarsa ripartizione delle terre del periodo medievale. Non valsero a modificare la situazione l'abolizione delle signorie feudali e l'emanazione della legge di demortisacion con la quale si confiscò la cosiddetta mano morta cioè l'insieme di beni immobili incedibili e dispensati dal pagamento delle imposte erariali in mano agli enti soprattutto ecclesiastici perché questi beni messi all'asta furono acquistati dalle famiglie più ricche e non frazionati fra più persone come era nelle intenzioni del governo che voleva creare una nuova classe imprenditoriale più attiva e aperta agli sviluppi moderni dell'economia.
Nel 1854 la città, come altre località dell'Andalusia, fu colpita a causa delle scarse condizioni igieniche da un'epidemia di colera che provocò diverse vittime nella popolazione.
La città si riprese nel secolo successivo, si modernizzò e meccanizzò l'agricoltura, si curò la produzione con attenzione ai prodotti alimentari di pregio e si ebbe anche una sia pur limitata industrializzazione, sicché le condizioni economiche della comunità sono oggi soddisfacenti nell'ambito generale della crescita dell'economia spagnola inserita a pieno titolo nella Comunità Europea.

## Monumenti e luoghi d'interesse

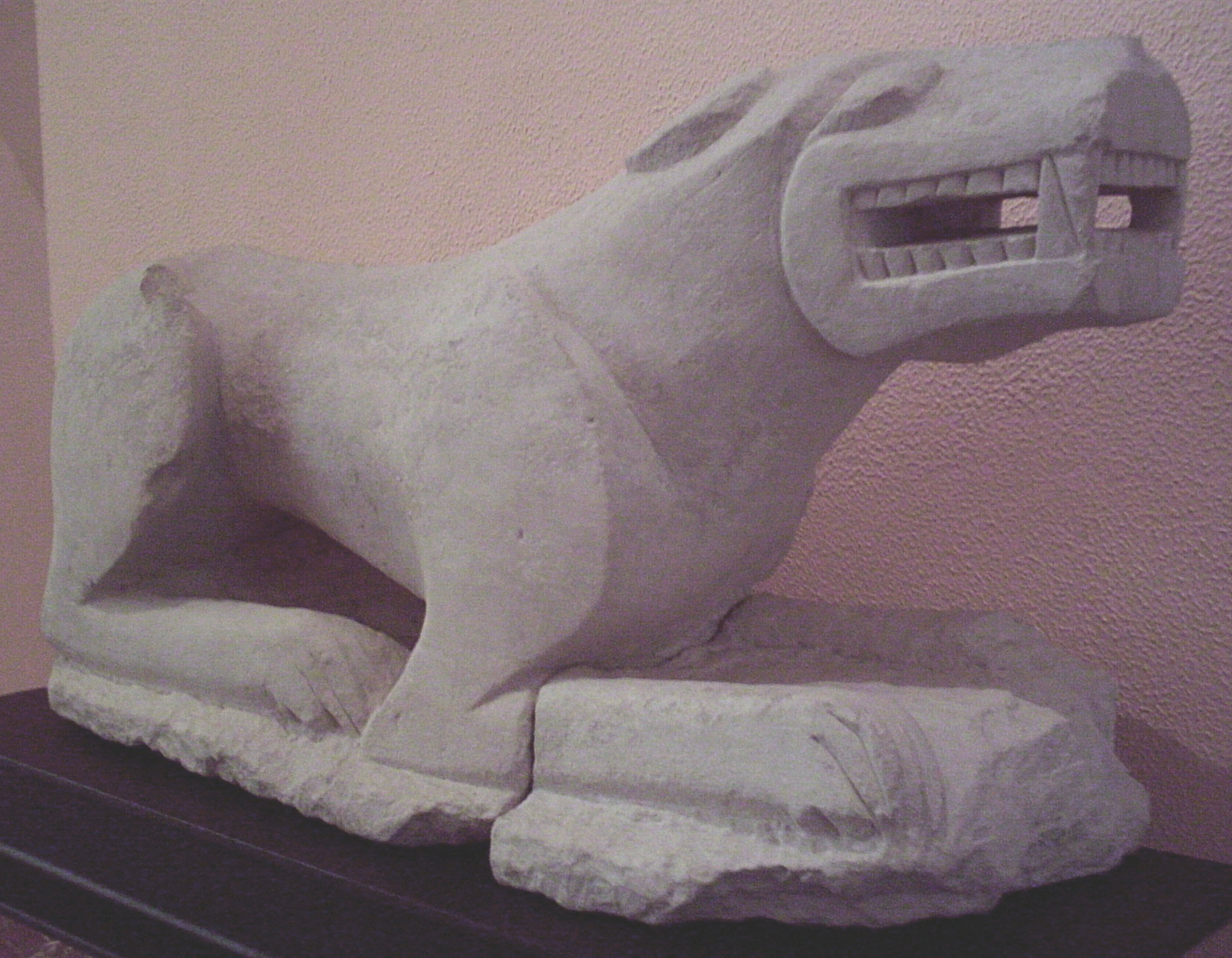
La leonessa di Baena.
Scultura ibera di arenaria, fine VI secolo a.C., proveniente dal sito del Cerro del Minguillar, Baena (Córdoba), ora al Museo Arqueológico Nacional de España di Madrid. Rappresenta una leonessa accosciata, in attitudine minacciosa, parte di un monumento funerario che sembra proteggere simbolicamente

- Almedina il quartiere della parte alta della città che conserva quasi intatta la cerchia delle mura medievali e la struttura urbana araba.
- Museo del Olivar y el Aceite dedicato all'olio di oliva sistemato in un vecchio frantoio.[1]
- Casa de la Tercia, edificio costruito tra il 1792 e il 1795 come magazzino di olio, grano e sementi. Era destinato a raccogliere le decime ecclesiastiche e le altre imposte destinate alla Corona. Fu usato durante la guerra civile del 1936-39 come carcere degli antifranchisti. Attualmente ospita il Museo storico municipale con le sezioni di Arte sacra e Archeologica con collezioni iberiche e romano-visigotiche di grande interesse.[2]
- Iglesia de Santa Maria la Mayor del secolo XVI, costruita su una precedente chiesa del XIII secolo a sua volta costruita sulla moschea araba che sorgeva sulla sommità del colle.
- Iglesia conventual de Madre de Dios in stile mudéjar del secolo XIV.
- Convento de San Francisco del secolo XVI di forme barocche.
- Iglesia de Nuestra Señora de Guadalupe del secolo XVI.
- Iglesia de San Bartolomé del XVI secolo.

## Dintorni
A 19 km Castro del Río, città di origine romana sul fiume Guadajoz che conserva alcuni interessanti edifici.
A 28 km Alcaudete, cittadina dominata dalle rovine dell'Alcázar arabo.
A 44 km Martos, città di origini romane con alcuni edifici monumentali.

## Feste
La Semana Santa si svolge secondo le modalità tipiche dell'Andalusia, di diverso c'è la presenza del cosiddetto Judío che col suo tamburo percorre le strade vestito con una giacchetta rossa, pantaloni neri, fazzoletto di seta al collo che ha in testa un elmo ricco di piume multicolori e con una coda di crini di cavallo bianchi o neri.
In luglio e in agosto in giorni diversi ci sono le feste patronali dei vari quartieri, nel mese di maggio ci sono le Cruces e in ogni quartiere viene eretta una grande croce ornata di fiori attorno alla quale si fa festa e che partecipa al concorso a premi indetto dal comune per le croci giudicate più belle; c'è anche nello stesso mese la festa di San isidro. In giugno si svolge la festa della Virgen Blanca de la Alegría, in settembre si hanno le feste della Virgen de la Angustias ("Madonna Addolorata"), il Día de Jesús e la festa in onore della N.tra S.ra de Guadalupe. In ottobre c'è la Feria Real e in maggio le Jornadas Musicales de Primavera.